# Redaktor (Textwissenschaft)
Redaktor (von lateinisch redigere ‚überarbeiten‘, Partizip Perferkt redactus; Betonung auf der Mittelsilbe) nennt man in den historisch-philologischen Textwissenschaften eine namentlich oft nicht bekannte, nur aus dem Textbefund erschlossene Person, die dem untersuchten Text seine derzeitige (Endredaktor) oder eine vorläufige (Zwischenredaktor) Fassung gegeben hat. Aus inneren Widersprüchen und Nahtstellen eines Textes sowie gegebenenfalls aus dem Vergleich mit überlieferten Vorstufen und Nebenformen lässt sich die Arbeit, der geistige Hintergrund und das Aussageinteresse solcher Redaktoren oder Redaktorengruppen oft recht genau erschließen.
Besondere Bedeutung hat die Redaktionskritik, also die Erforschung von Redaktoren und Redaktionsstufen (Redaktionsgeschichte), in der wissenschaftlichen Bibelexegese. Sprachlich verwandt, aber anderen Inhalts ist das Wort Redakteur.

## Redaktor in der Bibelwissenschaft
In der Textwissenschaft, insbesondere im Zusammenhang mit der Verschriftlichung der hebräischen Bibel, bezieht sich der Begriff „Redaktor“ (auch als Redakteur oder Redaktionsprozess bekannt) auf die Person oder die Gruppe von (historischen) Personen, die die Texte in ihrer endgültigen Form bearbeiteten, redigierten und zusammenstellten. Der Redaktor bzw. die Redaktorengruppe war verantwortlich für die Auswahl, Organisation, und möglicherweise auch die Anpassung der Quellen, die in die hebräische Bibel eingeflossen sind.